# Екатериновка (Кузоватовский район)
Екатериновка — село в составе Спешнёвского сельского поселения Кузоватовского района Ульяновской области.

## География
Находится на правом берегу реки Свияга на расстоянии примерно 50 километров по прямой на северо-северо-восток от районного центра — посёлка Кузоватово.

## История
Храм деревянный был построен в д. Екатериновке Симбирского уезда в 1859 году помещиком Иваном Петровичем Бобылёвым, а в 1869 г. перенесён в с. Лукино Сенгилеевского уезда (ныне село Стоговка). Престол в нём один — во имя св. прор. Предтечи и Крестителя Господня Иоанна.
В 1913 году в селе было учтено дворов 87, жителей 527. В 1990-е годы работал СПК «Стоговский».

## Население
Население составляло: на 1900 г. в 72 дворах жило: 229 м. и 252 ж.; 124 человека в 2002 году (79 % русские), 77 по переписи 2010 года.